# Modèle TLK
 (janvier 2022).
Si vous disposez d'ouvrages ou d'articles de référence ou si vous connaissez des sites web de qualité traitant du thème abordé ici, merci de compléter l'article en donnant les références utiles à sa vérifiabilité et en les liant à la section « Notes et références ».

Défauts de surface selon le modèle TLK

Le modèle TLK est un modèle de représentation d'une surface et de ses défauts à l'échelle atomique. Pour les défauts à plus grande échelle, voir l'article État de surface.
TLK signifie terrace, ledge, kink, c'est-à-dire le nom anglais des trois défauts principaux :
- terrace : terrasse, partie plane ;
- ledge : étagère, crête : effet de marche d'escalier dans la surface ;
- kink : décrochement dans une marche.

On utilise aussi le terme modèle TSK pour terrace, step, kink.

## Histoire
Le modèle TLK tient son origine dans des papiers publiés en 1920 par le chimiste allemand Walther Kossel et le physico-chimiste bulgare Ivan Stranski.